# Gavilea glandulifera
Gavilea glandulifera es una especie de orquídea de hábito terrestre originaria de Chile y Argentina.

## Descripción
Es una planta herbácea de hábito terrestre que alcanza los 40-70 cm de altura. Las hojas de 5-15 cm de longitud, lanceoladas, sésiles, envainadoras. La inflorescencia de 15-35 cm de largo, laxa, con flores de color blanco; brácteas agudas, reticuladas, más cortas que las flores. Sépalo dorsal oval-lanceolado con caudículas carnosas de color verde. Los pétalos de 6-8 x 3-4 mm, abovados, con laminillas de borde engrosado y verrugas, especialmente en el tercio inferior sobre la nervadura. Labelo trilobado, lóbulos laterales redondeados, con nervios hacia el ápice y laminillas con borde engrosado dispuestas en forma de hoz con la concavidad hacia el centro, lóbulo central triangular, alargado, profusamente cubierto de apéndices capitados, ápice del labelo reniforme y calloso. La columna con replieges carnosos y coloreados en su unión con el ovario. Ovario geniculado.

## Distribución y hábitat
Se distribuye por el sur de Chile y Argentina desde Neuquén a Chubut. Habita en la zona boscosa húmeda de la cordillera y pre cordillera.

## Nombre común
- Castellano: Pico de loro[3]

## Taxonomía
- Sinonimia:[1][n. 1]

- Asarca glandulifera Poepp. & Endl., Nov. Gen. Sp. Pl. 2: 14 (1837).
- Asarca platyantha Rchb.f., Linnaea 22: 862 (1850).
- Asarca appendiculata Phil. ex Kraenzl., Orchid. Gen. Sp. 2: 33 (1903).
- Chloraea alborosea Kraenzl. & Speg., Anales Mus. Nac. Buenos Aires 7: 166 (1907).
- Gavilea platyantha (Rchb.f.) Ormerod, Oasis 2(2): 7 (2002).